# Mathias Fredriksson
Johan Fredrik Mathias Fredriksson, född 11 februari 1973 i Uddevalla, är en svensk före detta längdåkare. Fredriksson har nio individuella världscupsegrar, fyra JVM-guld och 16 individuella SM-guld. Fredriksson tog silver i VM i Lahtis 2001 på 15 km efter segraren Per Elofsson. Han stod som vinnare av den totala världscupen säsongen 2002/2003 och som tvåa säsongen som följde. Fredriksson har fyra medaljer i stafett från OS och VM. Samt tre inviduella JVM guld.
Han deltog i Olympiska vinterspelen 1994 i Lillehammer, 1998 i Nagano, 2002 i Salt Lake City och 2006 i Turin. Fredriksson lade av efter vårsäsongen 2012. Hans sista tävling blev Åre XCO den 14 april 2012.
Fredriksson växte upp i Dals-Rostock i Dalsland, gick skidgymnasiet i Torsby och har tävlat för Axa SC.  Han är gift med Emma-Helena Nilsson och är bror till skidåkaren Thobias Fredriksson. 
Vintern 2013/2014 tog Fredriksson över Per Elofssons roll som längdexpert i SVT:s Vinterstudion.